# Charles George Herbermann
Charles George Herbermann, nato Karl Georg Herbermann (Saerbeck, 8 dicembre 1840 – New York, 24 agosto 1916), è stato un bibliotecario e docente tedesco naturalizzato statunitense, professore di lingua e letteratura latina. Fu redattore capo della Catholic Encyclopedia.

## Biografia
Figlio di George Herbermann e Elizabeth Stipp, giunse negli Stati Uniti nel 1851 e sette anni più tardi si laureò al College of St. Francis Xavier, a New York. Nel 1869 fu nominato professore di lingua e letteratura latina al College of the City of New York e dello stesso divenne bibliotecario nel 1873. Molto attivo in ambito cattolico, fu presidente del Catholic Club dal 1874 al 1875 e della United States Catholic Historical Society dal 1898 al 1913. Nel 1905 assunse la carica di editore in capo della Catholic Encyclopedia. Tradusse la Historia Vinlandiæ antiquæ di Thormodus Torfaeus e scrisse Business Life in Ancient Rome (1880).